# Вестерлунн, Никлас
Никлас Вестерлунн (дат. Niklas Vesterlund; род. 6 июня 1999, Копенгаген) — датский футболист, защитник нидерландского клуба «Утрехт».

## Клубная карьера
Вестерлунн — воспитанник клубов «Ванлёсе» и «Копенгаген». В начале 2019 года Никлас подписал контракт со шведским «Треллеборгом». 30 марта 2019 года в матче против ГАИСа он дебютировал в Суперэттан. 16 октября 2020 года в поединке против «Умео» Никлас забил свой первый гол за «Треллеборг». В 2021 году Вестерлунн перешёл в норвежский «Тромсё». 24 мая в матче против «Саннефьорда» он дебютировал в Типпелиге. 19 сентября в поединке против «Бранна» Никлас забил свой первый гол за «Тромсё».

## Международная карьера
В 2016 году в составе юношеской сборной Дании Вестерлунн принял участие в юношеском чемпионате Европы в Азербайджане. На турнире он сыграл в матчах против команд Франции, Швеции и Англии.